# ステーラ・チウェーシェ
ステーラ・チウェーシェ（Stella Rambisai Chiweshe、1946年7月8日 - 2023年1月20日）、ジンバブエのムビラ奏者、歌手。

## 経歴
1960年代半ばごろよりムビラ演奏を始めた。数少ない国際的な女性ムビラ奏者で、ドイツのベルリンを拠点に活動を行っていた。